# A-League 2015/16
De A-League 2015/16 was het elfde seizoen van de hoogste nationale professionele voetbalcompetitie in Australië, waaraan negen clubteams uit Australië en één uit Nieuw-Zeeland deelnamen. De reguliere competitie, bestaande uit 27 speelronden, begon op 8 oktober en eindigde op 10 april 2016. Daarna volgde de afsluitende knock-out-eindfase voor de nummers één tot en met zes van de reguliere competitie. De nummers één en twee van de reguliere competitie plaatsten zich voor de groepsfase van de AFC Champions League 2017, terwijl de nummer drie zich kwalificeerde voor de voorronde van dit toernooi.

## Eindstand
| №  | Club                     | WG | W  | G  | V  | DV | DT | +/– | Punten |
| -- | ------------------------ | -- | -- | -- | -- | -- | -- | --- | ------ |
| 1  | Adelaide United          | 27 | 14 | 7  | 6  | 45 | 28 | +17 | 49     |
| 2  | Western Sydney Wanderers | 27 | 14 | 6  | 7  | 44 | 33 | +11 | 48     |
| 3  | Brisbane Roar            | 27 | 14 | 6  | 7  | 49 | 40 | +9  | 48     |
| 4  | Melbourne City FC        | 27 | 13 | 5  | 9  | 63 | 44 | +19 | 44     |
| 5  | Perth Glory              | 27 | 13 | 4  | 10 | 49 | 42 | +7  | 43     |
| 6  | Melbourne Victory        | 27 | 11 | 8  | 8  | 40 | 33 | +7  | 41     |
| 7  | Sydney FC                | 27 | 8  | 10 | 9  | 36 | 36 | 0   | 34     |
| 8  | Newcastle United Jets    | 27 | 8  | 6  | 13 | 28 | 41 | –13 | 30     |
| 9  | Wellington Phoenix       | 27 | 7  | 4  | 16 | 34 | 54 | –20 | 25     |
| 10 | Central Coast Mariners   | 27 | 3  | 4  | 20 | 33 | 70 | –37 | 13     |

## Play-offs
|  | Kwartfinale | Kwartfinale       | Kwartfinale |  |  | Halve finale | Halve finale      | Halve finale |  |  | Grand Final | Grand Final       | Grand Final |
|  |             |                   |             |  |  |              |                   |              |  |  |             |                   |             |
|  |             |                   |             |  |  | 1            | Adelaide United   | 4            |  |  |             |                   |             |
|  | 4           | Melbourne City    | 2           |  |  | 4            | Melbourne City    | 1            |  |  |             |                   |             |
|  | 5           | Perth Glory       | 0           |  |  |              |                   |              |  |  | 1           | Adelaide United   | 3           |
|  |             |                   |             |  |  |              |                   |              |  |  | 2           | Western Sydney W. | 1           |
|  |             |                   |             |  |  | 2            | Western Sydney W. | 5            |  |  |             |                   |             |
|  | 3           | Brisbane Roar     | 2           |  |  | 3            | Brisbane Roar     | 4            |  |  |             |                   |             |
|  | 6           | Melbourne Victory | 1           |  |  |              |                   |              |  |  |             |                   |             |

### Kwartfinale
|                    |                                    |        |                    |                                                                               |
| 15 april 19:30 uur | Brisbane Roar                      | 2–1    | Melbourne Victory  | Suncorp Stadium, Brisbane Toeschouwers: 20.157 Scheidsrechter: Jarred Gillett |
| 15 april 19:30 uur | Matt McKay 88' Thomas Broich 90+3' | Report | 86' Besart Berisha | Suncorp Stadium, Brisbane Toeschouwers: 20.157 Scheidsrechter: Jarred Gillett |

|                    |                                         |        |             |                                                                       |
| 17 april 17:00 uur | Melbourne City                          | 2–0    | Perth Glory | AAMI Park, Melbourne Toeschouwers: 11.273 Scheidsrechter: Chris Beath |
| 17 april 17:00 uur | Bruno Fornaroli 40' Bruno Fornaroli 76' | Report |             | AAMI Park, Melbourne Toeschouwers: 11.273 Scheidsrechter: Chris Beath |

### Halve finale
|                    |                                                                              |        |                     |                                                                                 |
| 22 april 19:00 uur | Adelaide United                                                              | 4–1    | Melbourne City      | Coopers Stadium, Adelaide Toeschouwers: 15.489 Scheidsrechter: Strebre Delovski |
| 22 april 19:00 uur | Bruce Djite 48' Bruce Djite 60' (pen.) Dylan McGowan 88' Pablo Sánchez 90+4' | Report | 72' Nick Fitzgerald | Coopers Stadium, Adelaide Toeschouwers: 15.489 Scheidsrechter: Strebre Delovski |

|                    |                                                                                                  |        |                                                                                            |                                                                             |
| 24 april 16:30 uur | Western Sydney W.                                                                                | 5–4    | Brisbane Roar                                                                              | Pirtek Stadium, Parramatta Toeschouwers: 20.084 Scheidsrechter: Peter Green |
| 24 april 16:30 uur | Romeo Castelen 26' Brendon Šantalab 39' Romeo Castelen 53' Romeo Castelen 59' Dario Vidošić 102' | Report | 16' (pen.) Dimitri Petratos 20' (e.d.) Andreu Guerao 23' Jamie Maclaren 81' Jamie Maclaren | Pirtek Stadium, Parramatta Toeschouwers: 20.084 Scheidsrechter: Peter Green |

### Grand Final
|                 |                                                      |        |                   |                                                                             |
| 1 mei 15:30 uur | Adelaide United                                      | 3–1    | Western Sydney W. | Adelaide Oval, Adelaide Toeschouwers: 50.119 Scheidsrechter: Jarred Gillett |
| 1 mei 15:30 uur | Bruce Kamau 21' Isaías Sánchez 32' Pablo Sánchez 89' | Report | 58' Scott Neville | Adelaide Oval, Adelaide Toeschouwers: 50.119 Scheidsrechter: Jarred Gillett |

2005/06 · 2006/07 · 2007/08 · 2008/09 · 2009/10 · 2010/11 · 2011/12 · 2012/13 · 2013/14 · 2014/15 · 2015/16 · 2016/17 · 2017/18 · 2018/19 · 2019/20 · 2020/21